# وو جيانغ
وو جيانغ (بالصينية: 姜武) مواليد 4 نوفمبر 1967 في خبي، الصين، هو ممثل صيني بدأ مسيرته الفنية عام 1990.

## الأعمال

### أفلام
- لمسة الخطيئة

## روابط خارجية
- وو جيانغ على موقع IMDb (الإنجليزية)
- وو جيانغ على موقع قاعدة بيانات الفيلم (الإنجليزية)